# 金子泰藏
金子 泰藏（かねこ たいぞう、1904年(明治37年)10月23日 - 1987年(昭和62年)5月17日）は、日本の商学者、教育者、通訳者で一橋学院、東京国際大学の創立者である。1973年に勲三等旭日中綬章受章。

## 来歴
1904年10月23日、東京の浅草で生を受ける。旧制府立三中に進学し、卒業後、東京商科大学（現・一橋大学）に入学した。在学中に後の国連大使・加瀬俊一と知り合い、同じ語学クラブとして英語を学ぶことになる。大学卒業後、東京商工会議所に就職し、外国課長として貿易業務を行いながら、新設されたばかりの上智大学にて教授として英語を教えていた。1941年太平洋戦争が開始されると、三菱、三井と共に軍需産業を行っていた日本鉱業の海外課長となり、海外調査の業務全般を行う。終戦後日鉱をやめ独立し、GHQの通訳者として採用された。ダグラス・マッカーサーは経済に対する命令書を次々に出し、その命令書を英文から和訳にし日米の橋渡しにと奔走した。1948年、GHQの専属通訳者を務めていた縁で、日本の戦時賠償を担当する賠償庁参与官に就任する。その年、GHQはそれまで禁止していた国旗掲揚を許可し、総理府の職員の険しい顔も笑顔に戻り金子の胸も熱くなったという。しかし、GHQで働いてる過程で日本人の国際化の必要性を痛感していた。その後、予備校の一橋学院を1951年に創立する。

### 大学創立
金子泰藏は、世界と日本の距離を縮めるのは人材しかいないとし大学を創立すること決意する。教員は一橋大学を中心に集め、役員には一橋大学学長で文部大臣を務めた高瀬荘太郎、後に経団連会長となる稲山嘉寛、経団連副会長となる川又克二が受け入れ、1965年、国際商科大学を創立。金子泰藏が初代学長兼教授に就任する。
1986年、大学名を東京国際大学に変えるように指示。
1987年5月17日、がんのため逝去。享年82。